# Elacatis bhutanensis
Elacatis bhutanensis is een keversoort uit de familie platsnuitkevers (Salpingidae). De wetenschappelijke naam van de soort werd in 1980 gepubliceerd door Tapan Sen Gupta.